# Gruberhof

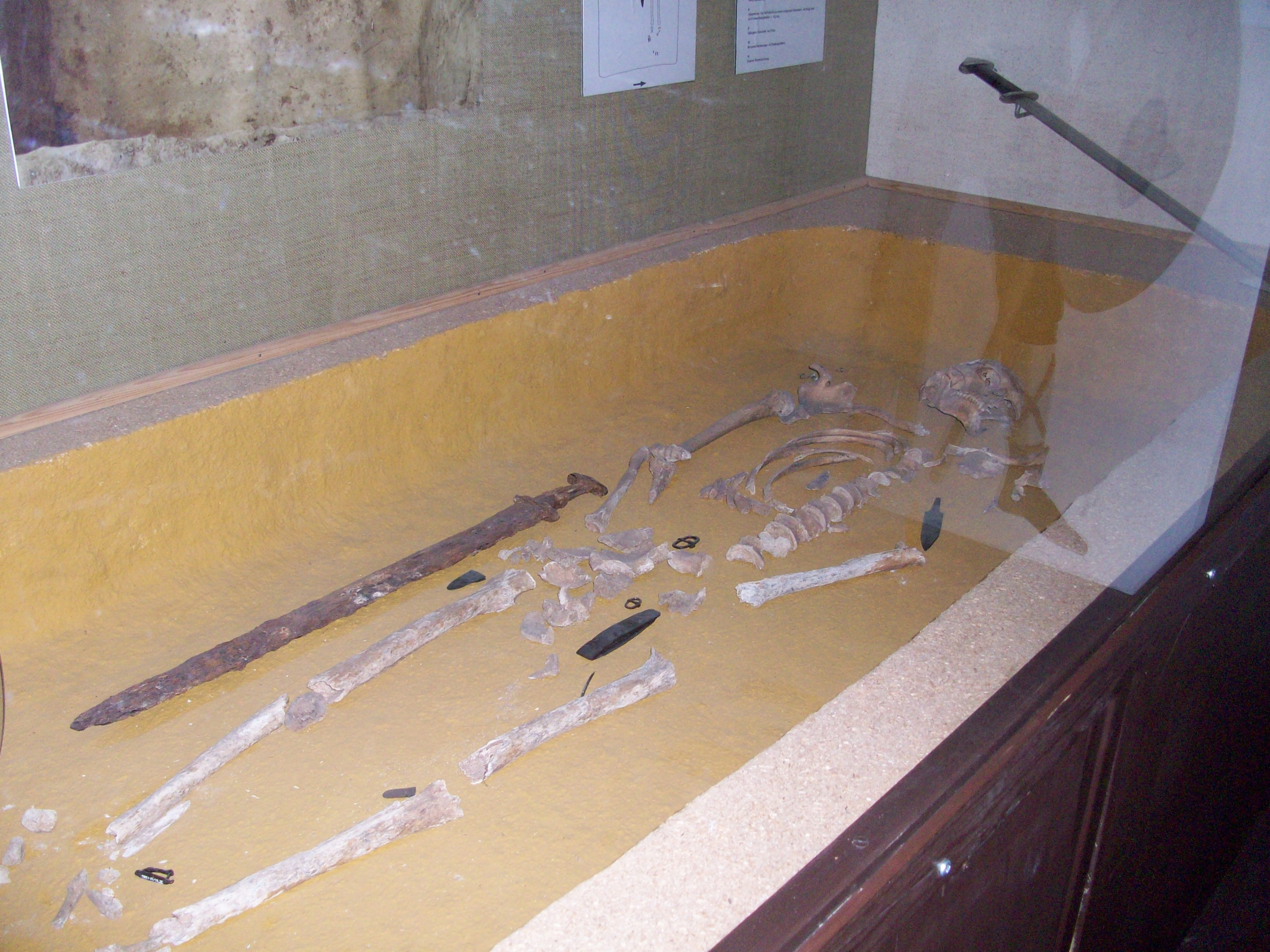
Skelett eines 1993 ausgegrabenen fränkischen Kriegers

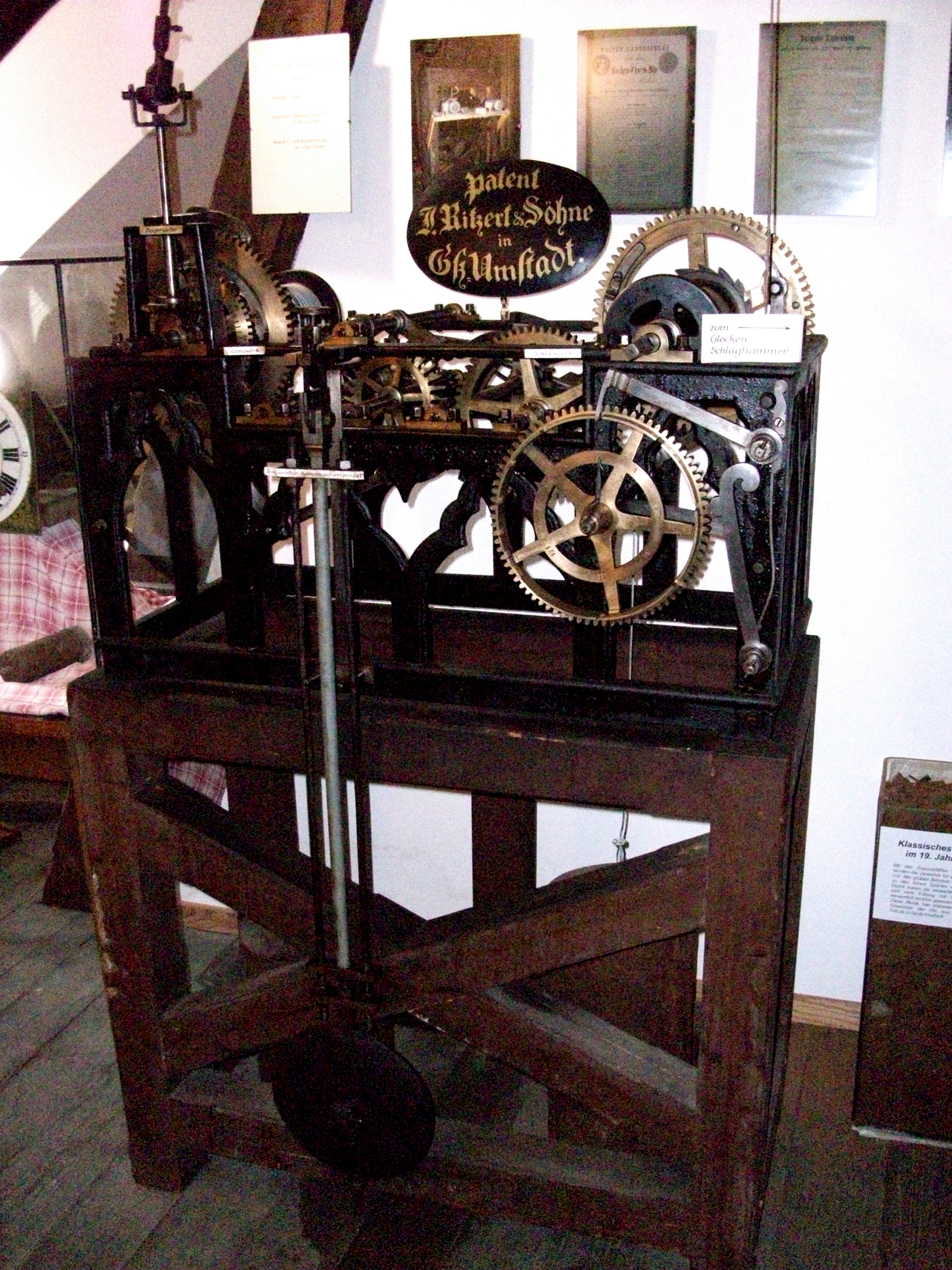
Die restaurierte Turmuhr der Umstädter Fa. Ritzert

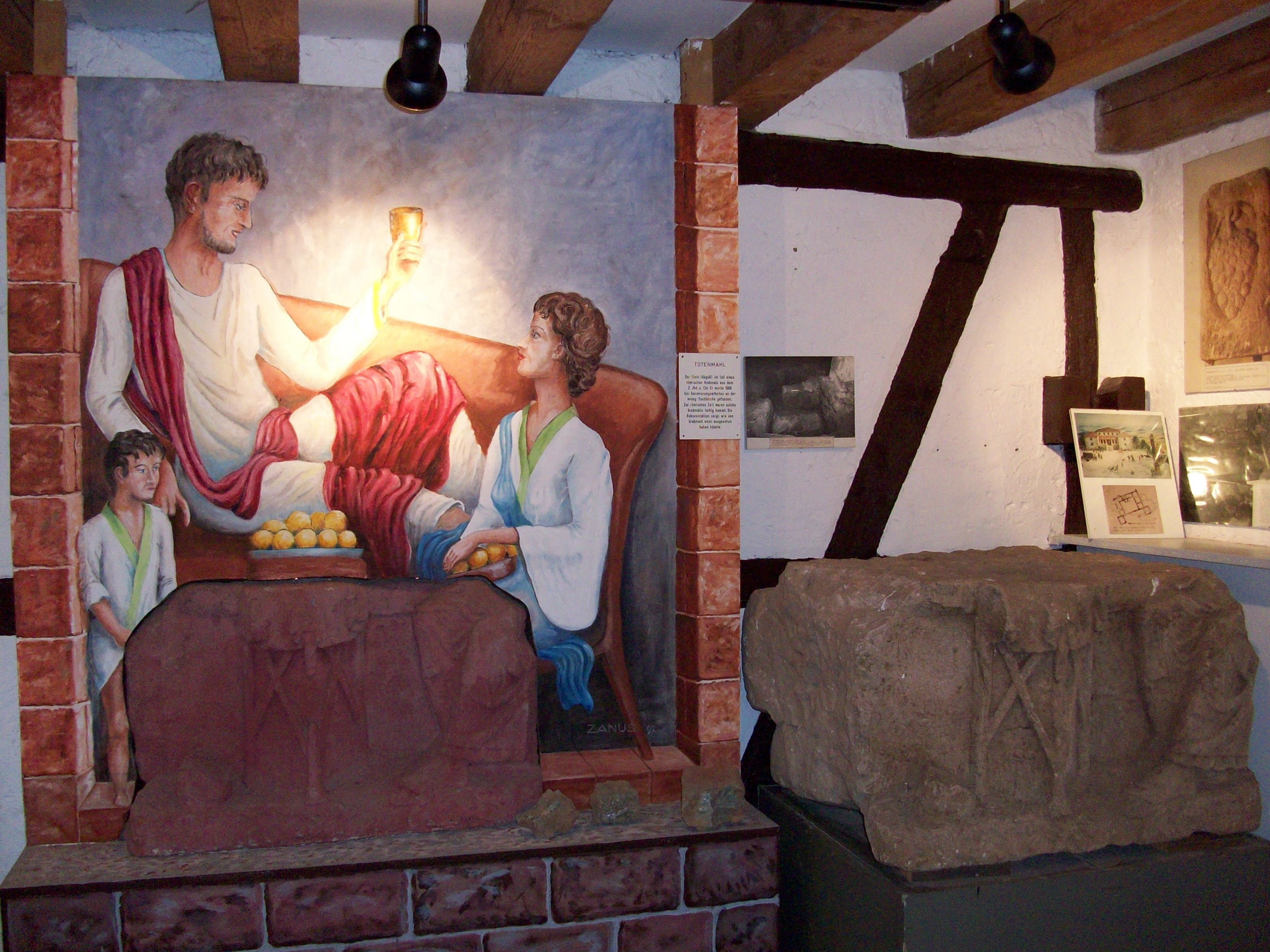
Archäologische Abteilung: Reste eines Römischen Grabdenkmals (rechts) aus dem 2. Jahrhundert mit Darstellung aus heutiger Sicht (links). Gefunden unter der Groß-Umstädter Stadtkirche unter den Resten einer villa rustica. Rechts oben sieht man die Replik des Traubensteines, ebenfalls bei Ausgrabungen unter der Stadtkirche gefunden. Bis 2022 Logo des Umstädter Museums- und Geschichtsvereins e. V.

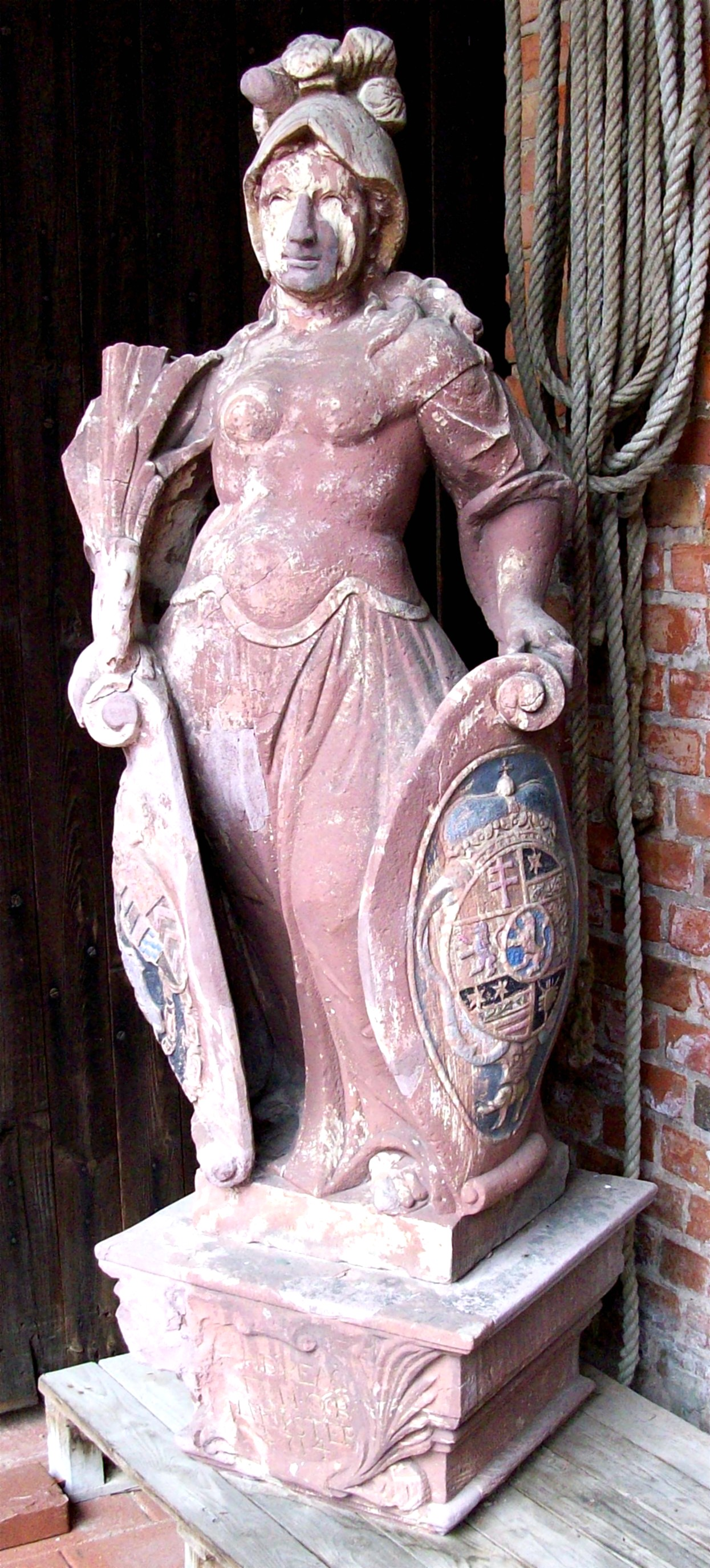
Das Original der Umstädter „Bietjungfer“ vom Brunnen auf dem Markt vor dem Umstädter Rathaus, heute im Museum ausgestellt.

Der Gruberhof, eine alte Hofreite, wird seit 1987 als Museum und Kulturzentrum der Stadt Groß-Umstadt genutzt. Der Museumshof beinhaltet eine überregional bedeutsame und teils einmalige Sammlung aus Landwirtschaft, Handwerk und Geschichte, die auch das Hessische Fernsehen regelmäßig für Sendungen nutzt. Neben der Nutzung als Museum wird es für historische Vorträge, Traditionsfeste und kulturelle Veranstaltungen verwendet. Der Name bezieht sich nicht auf eine Grube, sondern auf den letzten privaten Besitzer des Hofs.

## Ziele und Aufgaben
Der Gruberhof erfüllt Funktionen als Stadt-, Heimat- und Bauernhofmuseum mit verschiedenen handwerklichen Abteilungen. Ein großer Teil ist als Freilichtmuseum konzipiert. Es ist von Ostern bis Ende Oktober jeweils am Sonntag oder zu bestimmten Veranstaltungsterminen geöffnet. Der Eintritt ist frei.
Ziel ist, das historische und kulturelle Erbe der Stadt und der Region Odenwald zu erhalten, zu dokumentieren und weiterzuentwickeln. Das Museum ist eine kommunale Einrichtung, getragen vom gemeinnützigen Museums- und Geschichtsverein Groß-Umstadt, der alle Aufgaben wie das Sammeln, Bewahren, Forschen, Ausstellen und Vermitteln als Gestaltung eines interkulturellen Rahmenprogramms treuhänderisch wahrnimmt. Auch die Ortsgruppe des Odenwaldklubs hat hier ein Domizil.
Der Museumsverein gibt mit Autmundisstat – Beiträge zur Geschichte eine eigene Schriftenreihe zur Geschichte der Stadt und Region heraus. Dabei wird jährlich die Vortragsreihe aufgearbeitet, aber auch Bücher zu speziellen Themen veröffentlicht, so zum Beispiel zum Umstädter Pestbuch, zu 1250 Jahren Ortsgeschichte, zur Geschichte der Firma Resopal und weiteren Themen.

## Geschichte

### Geschichte des Gruberhofes
Der Umstädter Scharfrichter und Wasenmeister Johann Schwert ging 1708 nach Gießen, ohne sein Erbrecht in Umstadt aufzugeben. Ein Sohn aus der Frankfurter Henkerdynastie Klotz, Anton Klotz, heiratete Anna Margaretha Schwert. Seine Erbleihe wurde 1727 erst sieben Tage vor seinem Tod bestätigt. Einer der Nachgeborenen kehrte 1806 nach Umstadt zurück. 1816 wurde dem Wasenmeister Klotz vor der Stadt die sogenannte „Rauhwiese“ für die neue Abdeckerei überlassen – im Tausch für das alte Gelände innerhalb der Stadt, das inzwischen vom Wohngebiet der Stadt eingeschlossen war (nach der Stadtordnung musste eine Abdeckerei wegen Infektionsgefahr außerhalb liegen). 1838 wurden Heinrich Klotz in einem Vergleich die Rechte an der Wasenmeisterei „für die Zeit seines Lebens“ bestätigt. Die alten Erbrechte von 1664 erloschen damit. 1908 starb die männliche Linie aus und ging durch Heirat an die Familie Gruber über. Auch der Name änderte sich zum noch heute bekannten Gruberhof. Die Familie besaß bis Mitte der 1970er Jahre eine große Schäferei mit mehreren Tausend Schafen. Herden weideten in Hessen und Bayern und wurden bis nach Sachsen verkauft oder zum Schlachten bis nach Leipzig getrieben.
1985 und 1986 wurden im Hof erste museale Ausstellungen gezeigt. Zur Jahreswende 1986/1987 kaufte die Stadt Groß-Umstadt den kompletten Hof und baute ihn zu einem Museum und Kulturzentrum aus, das an Ostern 1987 eingeweiht wurde. Fünf Jahre später hatte sich hier auch der lokale Ausleger des Odenwaldklubs mit dem Ausbau des früheren Schafstalls ein Domizil geschaffen.

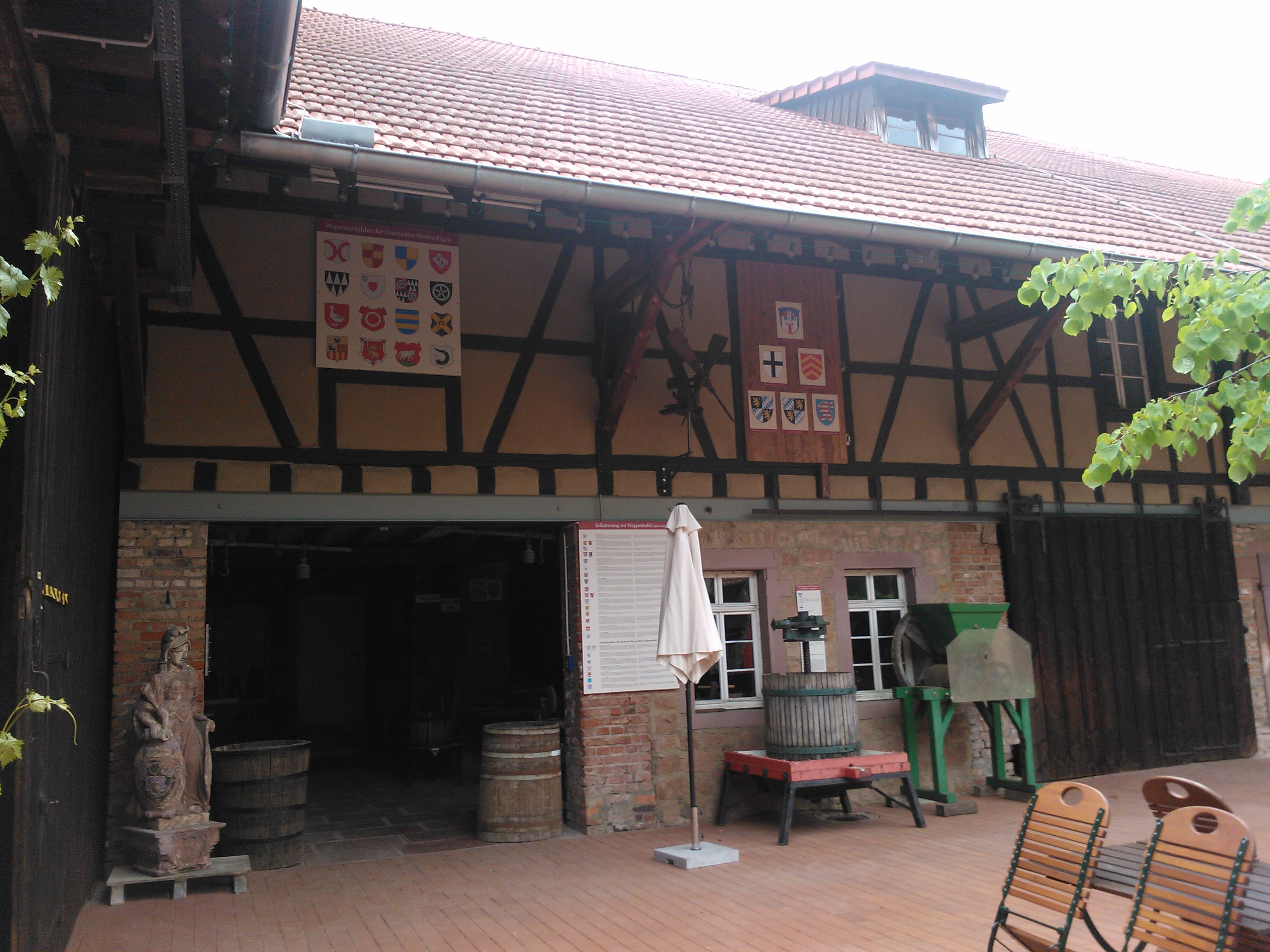
Ostseite des Dreiseitenhofes mit Ausstellungen zur Geschichte der Stadt und zum lokalen Weinbau
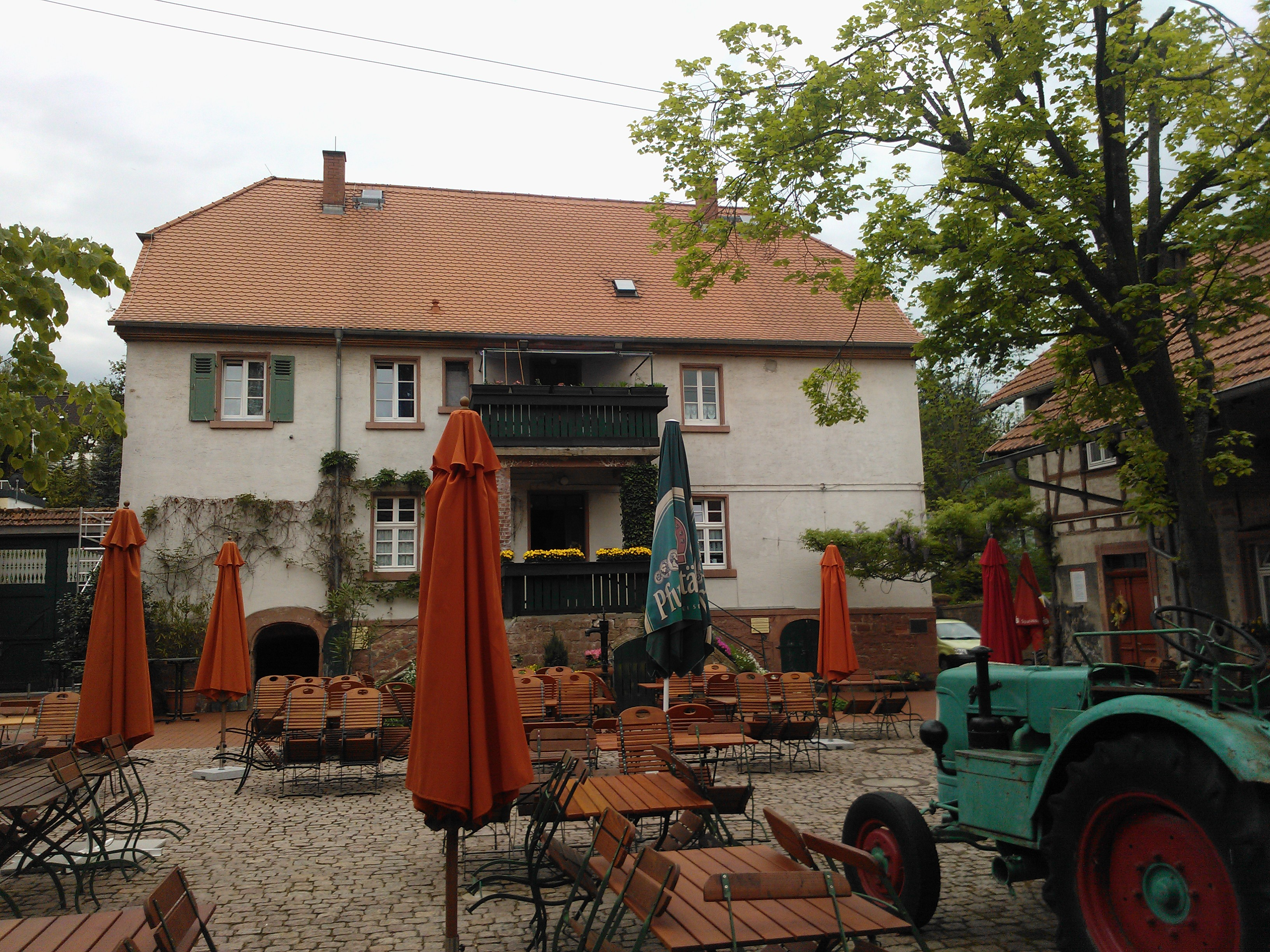
Herrenhaus des Museumshofes
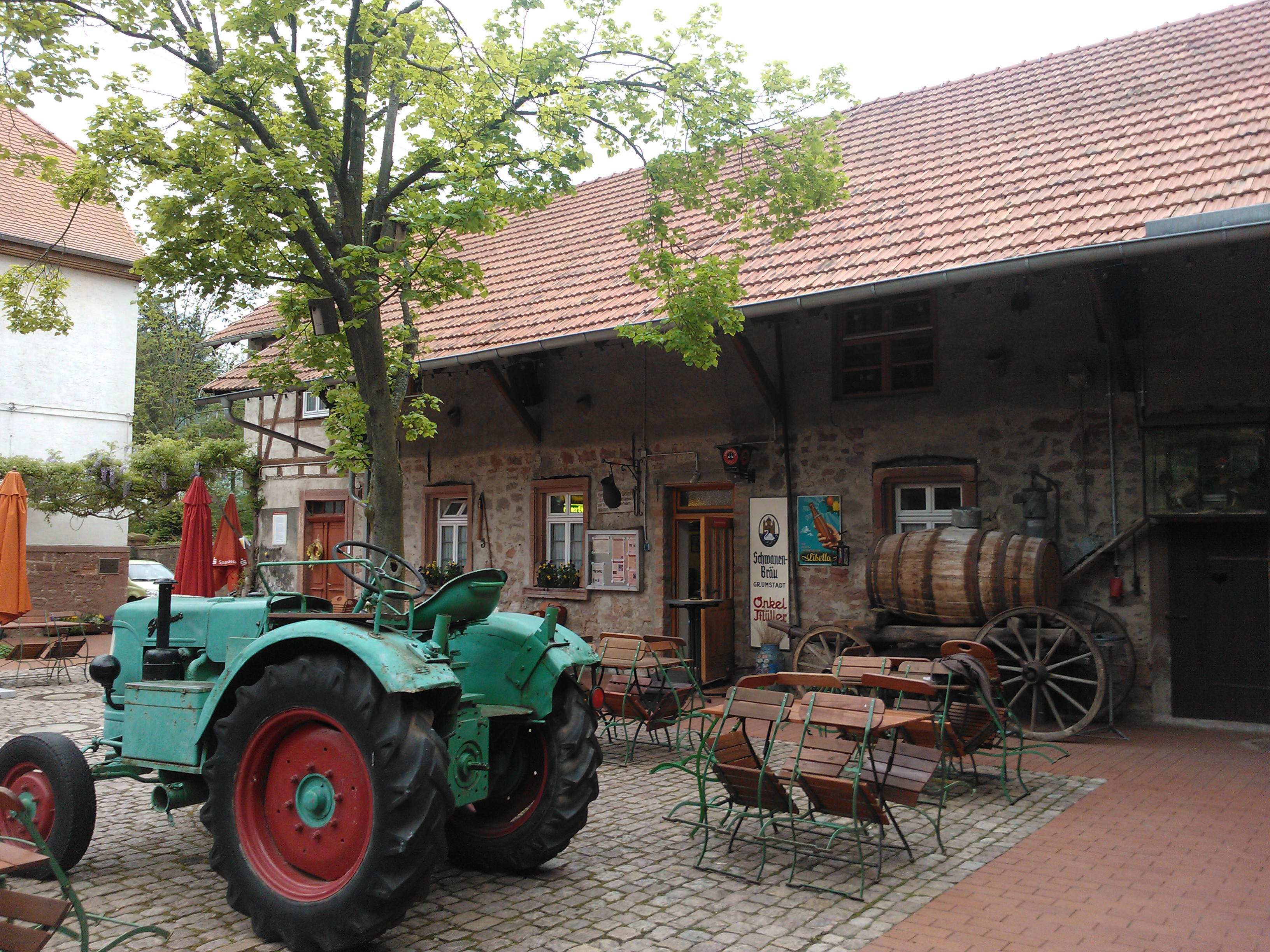
Westseite des Museumshofes mit der Gaststätte Kuhstall
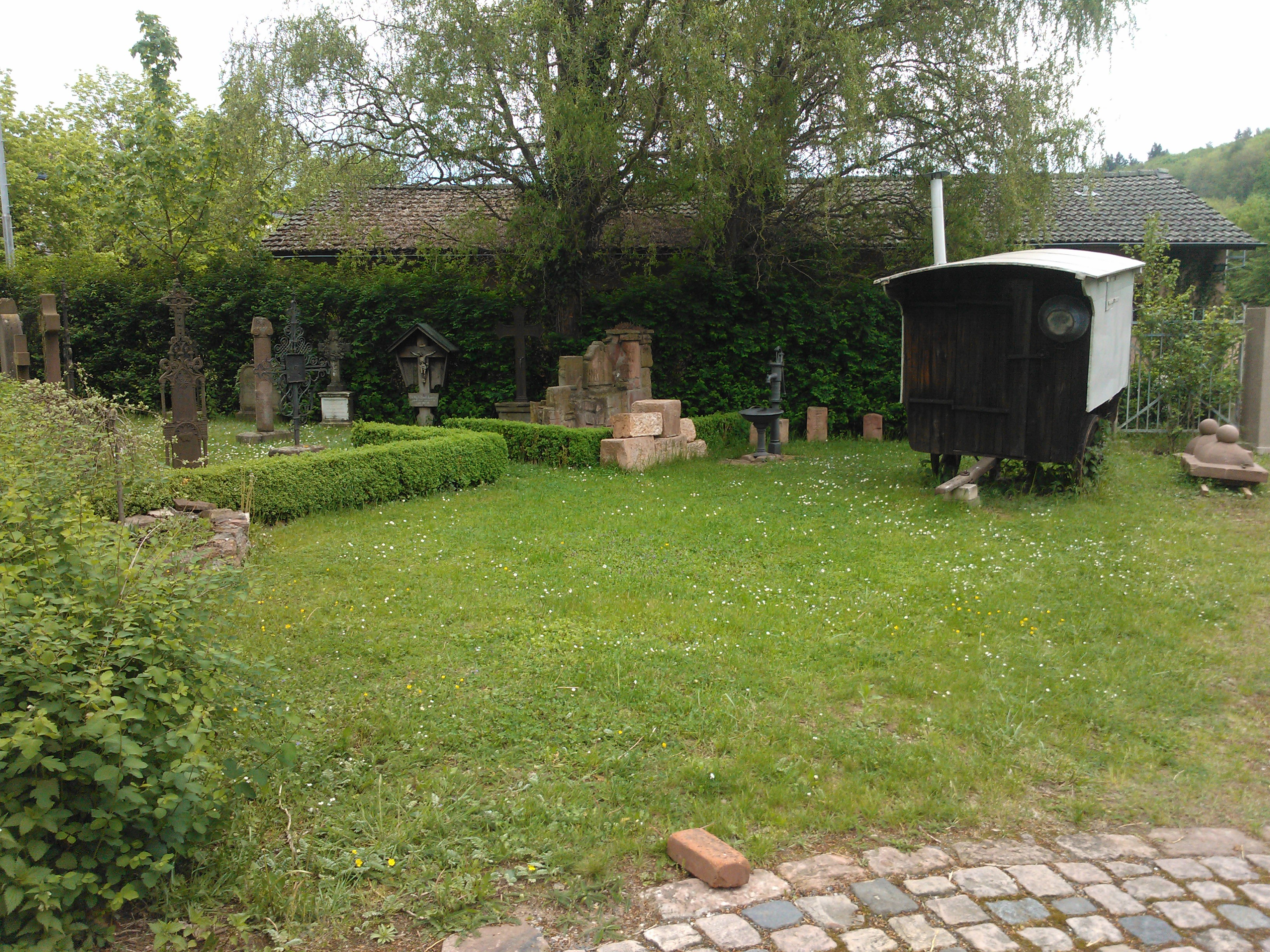
Der Vorgarten vor dem nördlichen Querflügel des Gruberhofes an der Beune gelegen

### Geschichte des Museumsvereins
Die Familien Emmerich aus Groß-Umstadt bauten seit den 1970er Jahren ein kleines Privatmuseum zur Geschichte der Stadt und ihrer Einwohner auf. Erste Ausstellungen fanden in der eigenen Scheune statt. Am 9. Dezember 1979 wurde der Museumsverein gegründet, der seine Arbeit mit großen Weinversteigerungen in den 1980er Jahren im Pfälzer Schloss finanzierte. Da die Summe des Inventars bald die Lager- und Ausstellungsmöglichkeiten überstieg, wurde das Angebot der damals auf dem Gruberhof lebenden Familie zum Unterstellen und Ausstellen genutzt. Ein Ansinnen an die Stadt für einen Museumskomplex wurde nach Prüfung verschiedener Varianten 1987 mit dem Aufkauf des Gruberhofes abgeschlossen. Die Stadt stellte den Hof dem Museumsverein zur Verfügung und sicherte sich ein Nutzungsrecht für kulturelle Veranstaltungen. 1992 kam der Odenwaldklub dazu. Die Leistungen beim Aufbau eines Museums wurden 1996 mit dem Kulturpreis der Stadt gewürdigt und die Ehrenmedaille der Stadt dem Vereinsmitglied August Fischer für seine langjährige Arbeit auf dem Gebiet der Archäologie und Heimatforschung verliehen. Das bei Ausgrabungen in Umstadt gefundene Skelett eines fränkischen Kriegers wurde 1993 im Museum der Öffentlichkeit zugänglich gemacht.

## Das Museum

### Aufbau und Inhalt des Museums
Vom Innenhof des Dreiseitenhofes mit Herrschaftshaus aus sind die verschiedenen Abteilungen des Museums einzeln zu betreten: Wagnerei, Schreinerei, Spenglerei, Sattlerei, Schuhmacher und Schmiede (mit Dampfhammer und einer mechanisch betriebenen Handbohrmaschine) sowie einer alten Elektrowerkstatt. Aufgebaut sind eine Backstube, Waschküche sowie eine Futterküche. Eine komplette Drogerie der 1920er Jahre komplettiert das Ganze. In einer großen Scheune wird ein Überblick über diverse landwirtschaftliche Geräte gegeben. Breiten Raum nimmt daneben die Weinverarbeitung ein. Die Umstädter Rebsorten werden erläutert, die Pressen zum Keltern, eine Küferwerkstatt und der obligatorische Umstädter Weinkeller ergänzen das Museum. Auch Brauereien hatten ihren Sitz in der Stadt. In einem Modell wird daher die Funktionsweise der Brauerei „Brenner“ erläutert.
Die Gegensätze zwischen Gesindewohnung und Bürgerwohnung werden aufgezeigt. Einer im Obergeschoss des Nebengebäudes komplett eingerichteten Gesindewohnung steht im Wohnhaus eine aus Heubach stammende nahezu vollständige Einrichtung einer Bürgerwohnung gegenüber.
Zur archäologischen Abteilung gehören steinzeitliche Funde, römische Ausgrabungsstücke wie der Traubenstein, Teile eines Hypocaustums und Funde einer villa rustica unter der Stadtkirche. Der fränkische Krieger zeugen ebenso wie das etwa 400 Jahre alte Umstädter Richtschwert von der Geschichte.
Im ehemaligen Schafstall, der heute als Versammlungs-, Vortragsraum und Gaststätte genutzt wird, finden auch Weinproben von Weinen der „Odenwälder Weininsel“ (der Bereich Umstadt gehört zum Weinanbaugebiet Hessische Bergstraße) statt. Zu besonderen Gelegenheiten wird im noch funktionsfähigen Backhaus selbst Brot gebacken. Ein Schulzimmer der 1920er Jahre, das Modell des Umstädter Freibades, eine Ritzert-Turmuhr, eine Imkerei, viele bäuerliche Großgeräte (zum Beispiel ein Lanz Bulldog, mehrere Kutschen, Mähbinder, Dreschmaschinen, Holzschneidemaschinen, Leiterwagen, Kartoffelsortiermaschine, Strohschneidemaschinen, Kleedrescher, Jauchewagen, eine Pflugsammlung), die unter dem 2000 neu gebauten Schleppdach zu sehen sind, ergänzen Informationen zur Landwirtschaft der letzten 200 Jahre. Ein Bauerngarten sowie Grab- und Grenzsteine der Gemarkung gehören ebenso dazu wie ein Schäferkarren und umfangreiche Informationen zur Schäferei. Der Museumsverein hat seit 2012 auch eine Ausstellung zum jüdischen Leben in Umstadt aufgebaut. Von 2019 bis 2022 wurde die nordöstliche Ecke um- und ausgebaut, um die Ausstellungen erweitern zu können. Der Umstädter Imkerverein und eine Handarbeitsgruppe haben als Partnergruppen ihr Domizil im Gruberhof gefunden. Neben den sonntäglichen Führungen gibt es zum Museum auch einen gedruckten und im Museum erhältlichen Museumsführer.

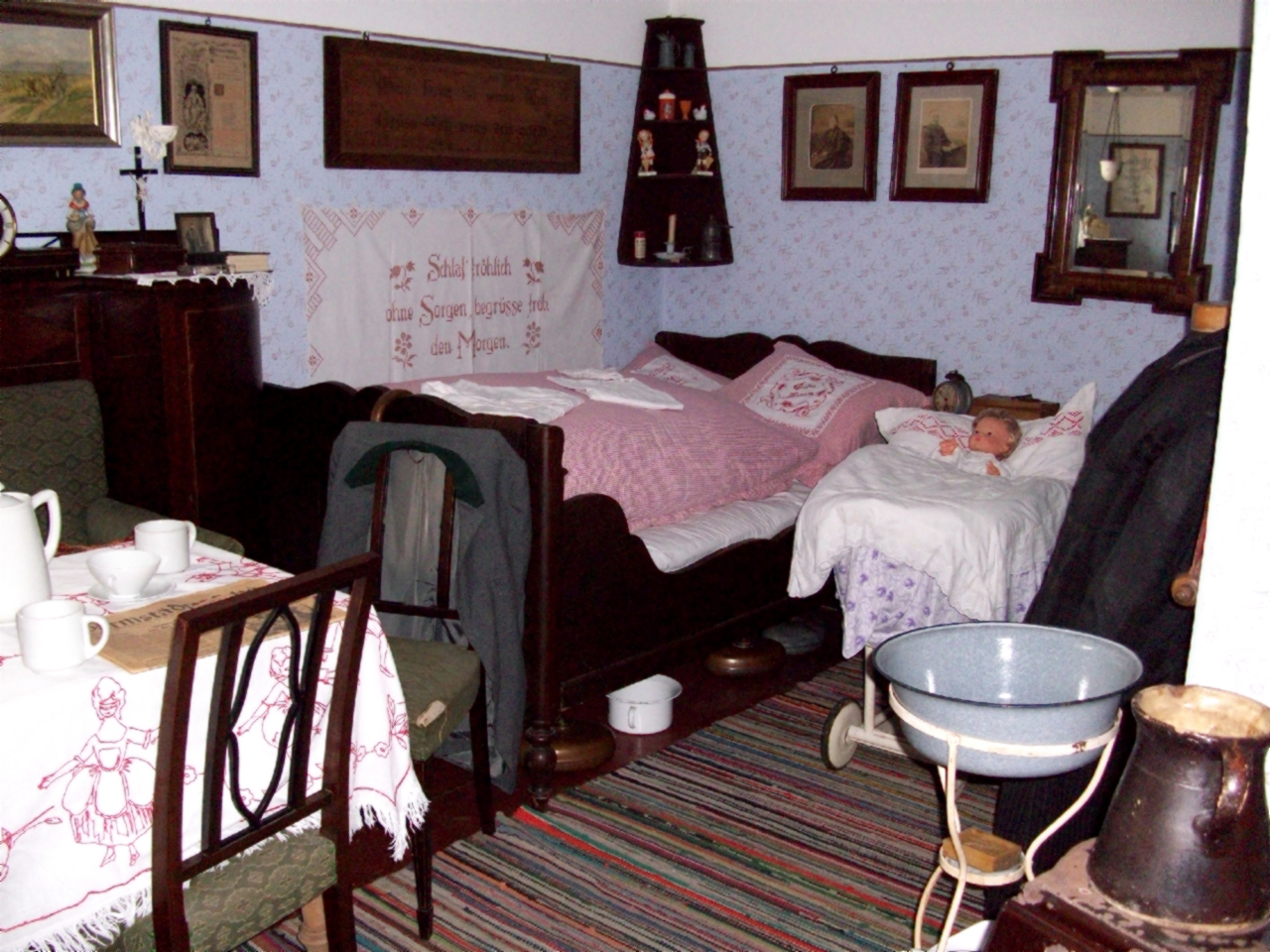
Blick in den Wohn- und Schlafbereich der Gesindewohnung
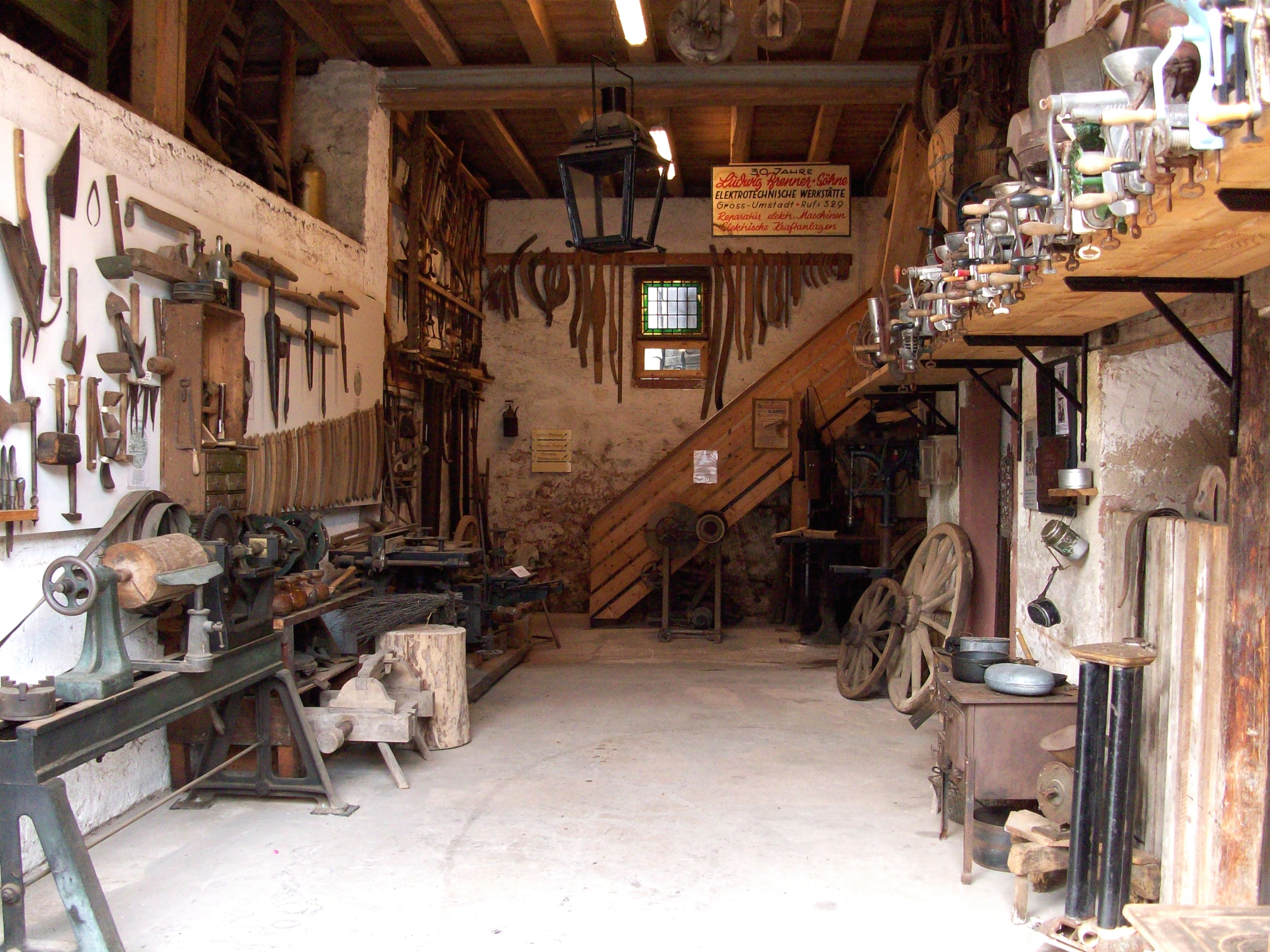
Eingangsbereich zu den verschiedenen Abteilungen der Handwerksbereiche
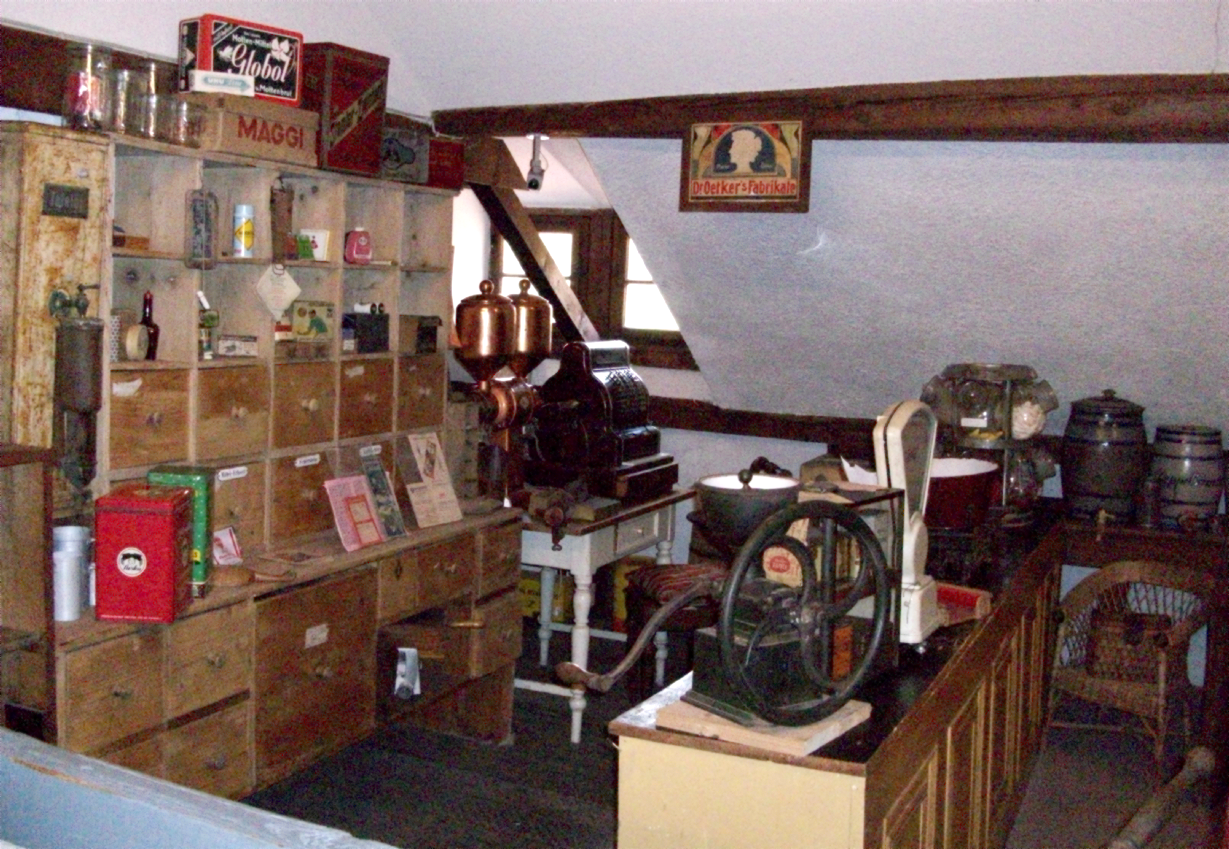
Die wiederaufgebaute Drogerie aus den 1920er Jahren
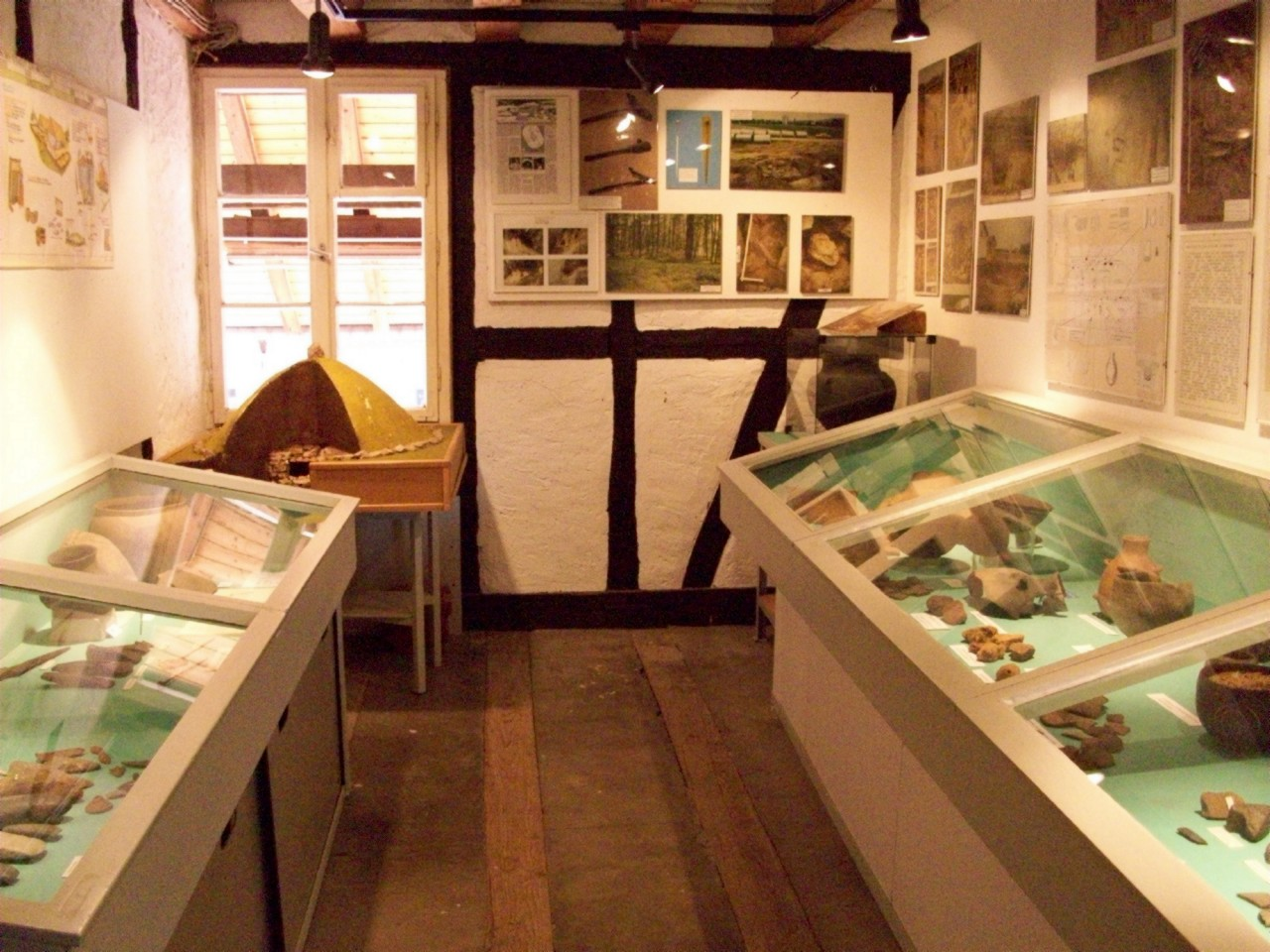
Zeugnisse aus der Steinzeit im Museum Gruberhof

### Die Symbole von Verein und Museum

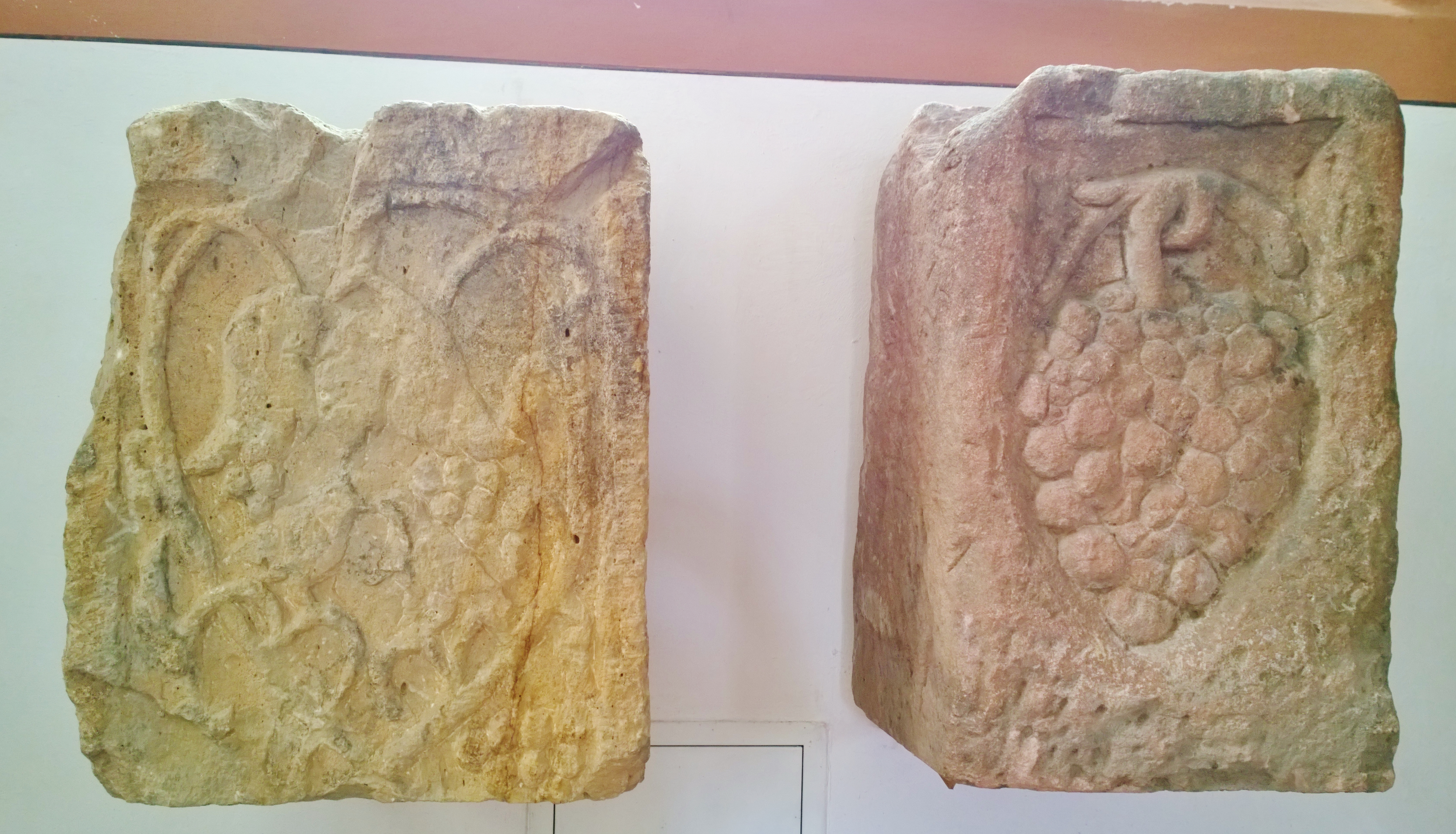
Die römischen Traubensteine in der Stadtkirche
Das ehemalige Logo des Umstädter Museums- und Geschichtsvereins e. V. (bis 2022)

Das bis 2022 ehemalige Symbol des Vereins war der Traubenstein, eigentlich zwei Teilstücke – eines mit einer Weinrebe und ein vollständigeres mit einer einzelnen Weintraube – eines größeren römischen Grabdenkmals Ende des 2. Jahrhunderts, der bei Ausgrabungen in den 1960er Jahren im Bereich der Stadtkirche, die auf den Fundamenten einer römischen villa rustica steht, gefunden wurde. Der Traubenstein sollte daran erinnern, dass der Wein ein markantes Umstädter Kulturerbe war und ist. In den Gemarkungen Umstadts wird heute noch Wein angebaut und alljährlich das Winzerfest Groß-Umstadt im September gefeiert, an dessen Umzug sich meist immer eine Gruppe des Vereins in historischen Kostümen beteiligt. Im Weinkeller und einem weiteren Raum des Museums werden Informationen zum Weinanbaugebiet und zur Herstellung und Geschichte des Weins in der Region dargestellt und besondere Führungen, genannt „Geschichte und Wein“ mit Weinproben angeboten. Es existieren drei verschiedene Themenkomplexe.
Seit 2022 ist das stilisierte Herrenhaus des Gruberhofes als neues Logo angenommen wurden, um mehr die Verbindung zwischen Hofreite, Museum und Verein zu verdeutlichen.